# Argum Aca
Argum Aca (em mongol médio: ᠠᠷᠭᠤᠨ; em mongol: Аргун-ака; romaniz.: Argun Aka; em persa: ارغون آقا; m. 1275) foi um nobre mongol do clã oirate do século XIII. Notabilizou-se como administrador dos territórios do Império Mongol na Pérsia sob Guiuque (r. 1247–1249) e Mangu (r. 1251–1259) e sob os primeiros ilcãs do Ilcanato. Se ligou aos Juveinis com o casamento de sua filha com Xameçadim Maomé ibne Maomé Juveini, outro grande administrador da região.

## Vida
Argum Aca, cujo nome significava "meio sangue" (do turcomano arḡun) e "irmão mais velho" (do mongol aqa), era membro da tribo dos oirates. Segundo Ata Maleque Juveini, o seu pai se chamava Taichu e foi comandante dum milhar de soldados, enquanto Raxidadim de Hamadã descreveu-o como um pobre que vendeu o filho por um pedaço de carne numa crise de fome. O emir Cadã dos jalaires, que o obteve, o deu como pajem a seu filho Ilugue, que servia como vigia noturno na guarda imperial do grão-cã Oguedai (r. 1229–1251).  Por conhecer a escrita uigur, desde cedo foi empregado no secretariado do grão-cã. Foi encarregado da investigação das acusações contra Corguz, o governador do Coração. Ao que parece, Corguz foi liberado pouco tempo depois e Argum foi nomeado como seu colega (noquer) com a função de coletar impostos (bascaque). O primeiro, entretanto, deu pouca importância à nomeação de Argum, que se retirou para leste. Seja como for, em 1241, com a morte de Oguedai, Argum foi incumbido de prender Corguz e levá-lo à Mongólia, onde foi condenado a morte pela viúva Toreguene (r. 1241–1246). Por sua vez, em 1243-44, foi nomeado como sucessor do falecido, com responsabilidades por todos os territórios do Império Mongol a oeste do rio Oxo até a Anatólia (Rum). Continuou as políticas de Corguz no Coração e designou seu assistente Xarafadim como coletor de impostos. Desde 1245, desenvolveu íntimos laços com a elite coraçane e converter-se-ia ao islamismo.
Quando Guiuque, filho de Oguedai, foi eleito cã em 1246, Argum foi convocado para participar na eleição e entronização (curultai), e na ocasião foi confirmado em sua posição. O retorno de Argum ao oeste, onde visitou o Azerbaijão, parece ter coincidido com a embaixada do frade dominicano Arcelino da Lombardia.